# Heteroplectron yamaguchii
Heteroplectron yamaguchii là một loài Trichoptera trong họ Calamoceratidae. Chúng phân bố ở miền Cổ bắc.